# Бокатов Олексій Васильович
Бокатов Олексій Васильович (1942—2004) — радянський, український художник кіно.

## Біографічні відомості
Закінчив Одеське художнє училище в 1964 році і Львівський поліграфічний інститут (факультет живопису). 
Працював на Одеській кіностудії — художником комбінованих зйомок, художником-декоратором, художником-постановником.

## Фільмографія
Художник комбінованих зйомок:
- «Крок з даху» (1970)
- «Зухвалість» (1971)
- «Синє небо» (1971)
- «Увімкніть північне сяйво» (1972)
- «Вершники» (1972)
- «Капітан Немо» (1975, т/ф, 3 с)
- «Квіти для Олі» (1976)
- «Фантазії Веснухіна» (1977, т/ф)
- «Чарівний голос Джельсоміно» (1977)
- «Д'Артаньян та три мушкетери» (1978)
- «Діалог з продовженням» (1980)
- «Взяти живим» (1982)
- «На мить озирнутися...» (1984, т/ф)
- «У пошуках капітана Гранта» (1985, у співавт.)
- «Секретний фарватер» (1986, т/ф)
- «Кримінальний талант» (1988)
- «В'язень замку Іф» (1988)
- «Ранкове шосе» (1988)
- «Мистецтво жити в Одесі» (1989)
- «Морський вовк» (1990, т/ф, 4 а; у співавт. з Анатолієм Шатковським) та ін.

Художник-постановник та художник-декоратор:
- «Очікування полковника Шалигіна» (1981, художник-постановник, у співавт. з В. Шинкевичем)
- «Рік активного сонця» (1982, художник-декоратор у співавт.; реж. Н. Збандут)
- «Екіпаж машини бойової» (1983, художник-декоратор)
- «День народження» (1983, к/м, художник-декоратор)
- «Дій за обставинами!..» (1984, художник-декоратор)
- «До Альдебарану!» (1989, к/м, художник-постановник)
- «Ай лав ю, Петровичу!» (1990, т/ф, художник-постановник)
- «Господня риба» (1991, художник-постановник)
- «Прокинутись у Шанхаї» (1991, художник-постановник)
- «Викрадення Європи» (1992, художник-постановник)
- «Сезон оголеного серця» (1992, художник-постановник)
- «Чутливий міліціонер» (1992, Україна—Франція, художник-постановник у співавт. з Є. Голубенком; реж. Кіра Муратова)
- «Секретний ешелон» (1993, художник-постановник)
- «Мсьє Робіна» (1994, художник-постановник)
- «Поїзд до Brooklyna» (1995, художник-декоратор у співавт.) та ін.